# Larsia exigua
Larsia exigua är en tvåvingeart som beskrevs av Harrison 1978. Larsia exigua ingår i släktet Larsia och familjen fjädermyggor.
Artens utbredningsområde är Zimbabwe. Inga underarter finns listade i Catalogue of Life.